# Molly Cheek
Molly Cheek (Bronxville vagy New York, 1950. március 2. –) amerikai színésznő.
A főszereplő Jim Levenstein édesanyját alakította az 1999-es Amerikai pite című filmben és annak folytatásaiban. Szerepelt még az Emberevő bíborka (1988), a Szerelem sokadik látásra (2005) és a Pokolba taszítva (2009) című filmekben.

## Filmográfia

### Film
| Év   | Magyar cím               | Eredeti cím                           | Szerep          | Magyar hang        |
| ---- | ------------------------ | ------------------------------------- | --------------- | ------------------ |
| 1985 |                          | Deadly Intruder                       | Jessie          |                    |
| 1988 | Emberevő bíborka         | Purple People Eater                   | Mrs. Orfus      |                    |
| 1993 | Szörnyeteg a mostohám    | Stepmonster                           | Abby Dougherty  | Prókai Annamária   |
| 1998 | Füstjelek                | Smoke Signals                         | Penny Cicero    |                    |
| 1999 | Amerikai pite            | American Pie                          | Mrs. Levenstein | Csere Ágnes        |
| 2001 | Amerikai pite 2.         | American Pie 2                        | Mrs. Levenstein | Andresz Kati       |
| 2003 | Amerikai pite: Az esküvő | American Wedding                      | Mrs. Levenstein | Csere Ágnes        |
| 2003 |                          | April's Shower                        | Franny          |                    |
| 2004 | Pókember 2.              | Spider-Man 2                          | társasági nő    |                    |
| 2005 | Szerelem sokadik látásra | A Lot like Love                       | Christine       |                    |
| 2007 |                          | Good Time Max                         | Carol           |                    |
| 2007 | A Vadmacska Klub         | Cougar Club                           | Mrs. Holmes     | Andresz Kati       |
| 2009 | Pokolba taszítva         | Drag Me to Hell                       | Trudy Dalton    | Menszátor Magdolna |
| 2009 |                          | Where Do the Balloons Go? (rövidfilm) | Mary            |                    |
| 2009 |                          | Sick Chick (rövidfilm)                | Jen             |                    |
| 2011 |                          | Low Fidelity                          | Lynn            |                    |

### Televízió
| Év        | Magyar cím                | Eredeti cím                    | Szerep            | Megjegyzések           |
| --------- | ------------------------- | ------------------------------ | ----------------- | ---------------------- |
| 1979      |                           | Torn Between Two Lovers        | Sherry Sanders    | tévéfilm               |
| 1979      |                           | Breaking Up Is Hard to Do      | Kate              | tévéfilm               |
| 1980      |                           | The Yeagers                    | Carrie Yeager     | 2 epizód               |
| 1980      |                           | To Find My Son                 | Julie             | tévéfilm               |
| 1980      |                           | Mark, I Love You               | Jeanne            | tévéfilm               |
| 1981      |                           | CHiPs                          | Pam               | 1 epizód               |
| 1981      | Dinasztia                 | Dynasty                        | Doris             | 2 epizód               |
| 1982      |                           | Chicago Story                  | Megan Powers      | főszereplő             |
| 1982      | Egy kórház magánélete     | St. Elsewhere                  | Leslie Stevenson  | 1 epizód               |
| 1983      |                           | The Powers of Matthew Star     | Marla Evans       | 1 epizód               |
| 1984      |                           | Simon & Simon                  | Shannon Trammel   | 1 epizód               |
| 1984      |                           | Finder of Lost Loves           | Margaret Keller   | 1 epizód               |
| 1984      |                           | Hardcastle and McCormick       | Cyndy Wenzek      | 1 epizód               |
| 1985      |                           | Hardcastle and McCormick       | Diane Templeton   | 1 epizód               |
| 1985      | T. J. Hooker              | T. J. Hooker                   | Lee Stockwell     | 1 epizód               |
| 1985      |                           | A Summer to Remember           | Trish             | tévéfilm               |
| 1985      | Családi kötelékek         | Family Ties                    | Frances Wilder    | 1 epizód               |
| 1986–1990 |                           | It's Garry Shandling's Show    | Nancy Bancroft    | főszereplő (71 epizód) |
| 1990      |                           | Beanpole                       | Wanda Pinkerton   | próbaepizód            |
| 1990      | Gyilkos sorok             | Murder, She Wrote              | Anne Stephenson   | 1 epizód               |
| 1991      |                           | Good Sports                    | Nina Logan        | 1 epizód               |
| 1991–1993 |                           | Harry and the Hendersons       | Nancy Henderson   | főszereplő             |
| 1993      | A kutyánk                 | Family Dog                     | Bev Binsford      | főszereplő             |
| 1995      |                           | Ellen                          | Sylvia            | 1 epizód               |
| 1995      | Egyről a kettőre          | Step by Step                   | Harris edző       | 1 epizód               |
| 1998      |                           | The Tony Danza Show            | Laura Taylor      | 1 epizód               |
| 1998      | Rejtélyes igazságok       | Beyond Belief: Fact or Fiction | Tom felesége      | 1 epizód               |
| 1999      | Még egyszer és újra       | Once and Again                 | Nancy             | 1 epizód               |
| 1999      |                           | Locust Valley                  | Mrs. Mancini      | tévéfilm               |
| 2000      | Halálbiztos diagnózis     | Diagnosis: Murder              | Anita Tashman     | 1 epizód               |
| 2000      | Sabrina, a tiniboszorkány | Sabrina, the Teenage Witch     | Mrs. Cavanaugh    | 1 epizód               |
| 2001      |                           | Go Fish                        | Annie Troutner    | főszereplő             |
| 2003      |                           | Happy Family                   | Diane Michaelson  | 1 epizód               |
| 2003      | Amynek ítélve             | Judging Amy                    | Cecile            | 1 epizód               |
| 2003      |                           | Hope & Faith                   | Molly             | 1 epizód               |
| 2004      |                           | Becker                         | Donna             | 1 epizód               |
| 2004      |                           | Married to the Kellys          | Patty Evans       | 1 epizód               |
| 2004      | Döglött akták             | Cold Case                      | Gretchen Culliver | 1 epizód               |
| 2006      | Nyomtalanul               | Without a Trace                | Teri Lawson       | 1 epizód               |
| 2007      |                           | General Hospital: Night Shift  | Marion Moore      | 2 epizód               |
| 2012      | Új csaj                   | New Girl                       | Marion            | 1 epizód               |